# 全力応援 スポーツLOVERS
『全力応援 スポーツLOVERS』（ぜんりょくおうえん スポーツラバーズ）は、テレビ新広島（TSS）で2015年3月28日から生放送されているスポーツ情報番組。2019年4月13日から毎週土曜日 18:30 - 19:00（JST）に放送されている。略称は『スポラバ』。

## 概要
当番組は、広島東洋カープ、サンフレッチェ広島などのトップス広島加盟チームを初めとする広島県内で活動するスポーツチーム・選手を取り上げ、その週の試合の振り返りや、他のスポーツニュースにはない斬新な企画を盛り込んで、この番組でしか見ることができないアスリートの素顔を紹介するスポーツ番組である。
2015年3月28日より、毎週土曜日 17:00 - 17:30（JST）で放送開始された。尚、同枠の前身番組では同局制作のバラエティ番組『行きたがリーノ』が放送されていた。
2014年度まで放送されていた朝の情報番組『知りため!プラス』のコーナー「知りため!スポーツ」の後継番組に当たる。
ナゴヤドームで行われる中日×広島を東海テレビとテレビ新広島の2局ネットとして放送する日は、キャスターの青坂・衣笠→西山と解説者の山内がナゴヤドームに赴き、ドラゴンズ応援番組｢ドラHOTプラス｣のMCである峰竜太と東海テレビの上山真未アナウンサーや、山本昌・井上一樹などの中日OB解説者と共に、ドーム内野席または副音声放送席からの生中継という形になる（2016年は、主音声の解説に広島OBかつ中日でもコーチを務めた達川光男が派遣されることがあった）。
2017年4月1日より、放送時間が5分拡大されて、毎週土曜日 16:55 - 17:30（JST）となった。
2017年10月17日（火曜日）18:50 - 20:54（JST）には、当番組の拡大スペシャルとして、『全全全力応援デー カープめざせ日本一! スポラバCS前夜祭SP』が生放送された。尚、番組初のゴールデンタイム・プライムタイムでの放送だった。
2018年5月5日、THE OUTLETS HIROSHIMA（ジ アウトレット広島）で開催された「全力応援スポーツLOVERS presents tss全力応援ステージ」で番組初の公開生放送を行った。この関係で、同日のナイター中継（『ヤクルト対広島、神宮球場）の解説は笘篠賢治が単独で担当した（実況：深井瞬）。
2019年4月13日より、毎週土曜日 18:30 - 19:00（JST）となった。

## 出演者
2025年4月現在

### キャスター（MC）
- 梶谷羽奈（TSSアナウンサー）

### コメンテーター
- 山内泰幸（TSSプロ野球解説者）
- ボールボーイ佐竹佑一
  - 「佐竹のおすすめ竹情報」（2019年4月 - ）も担当

### 不定期出演
- 中島浩司（サッカー解説者）

## 過去のオープニング曲
- Charice「Louder」
TSS『ひろしま満点ママ!!』の金曜コーナー「ちょこっとスポラバ」の冒頭でも同曲が流れた。

## 過去の出演者
- 衣笠梨代（2015年3月28日 - 2015年9月26日、TSSアナウンサー） 初代MC
  - レギュラー降板後も春季キャンプ中継などでリポーターとして出演することがある。
- 達川光男（フジテレビ他野球解説者。2016と2019年の解説者復帰後はTSSを含むフジテレビ系列とは本数契約のため、県内他局や他系列キー局にも出演することがある。主に野球中継との連続編成時に出演。2015年は中日ドラゴンズバッテリーコーチ、2017・2018年は福岡ソフトバンクホークスヘッドコーチ。オープン戦では山内が本番組を優先する際の地方開催時やビジターゲームを中心に単独で解説を担当）
- 青坂匠（2015年3月28日 - 2018年6月30日、出演当時TSSアナウンサー。現：気象予報士） 初代MC
- 浅田真由（2015年3月28日 - 2019年3月30日。タレント・広島東洋カープ大瀬良大地投手夫人）リポーターも務めた。
- 市場里奈（2018年7月 - 2021年9月25日、出演当時TSSアナウンサー。現：ジョイスタッフ所属フリーアナウンサー）アシスタント。リポーターも務めた。
- 西山穂乃加（2021年10月 - 2022年9月30日、出演当時TSSアナウンサー。現：広峰芸能所属フリーアナウンサー）※2023年10月より『TSSライク!』メインキャスターに異動。

## スタッフ
- TD：石井浩孝
- SW：大西克哉、三戸博信
- VE：佐々木誠治、檜山欣成、中原敬之、吉田恭祐
- CAM：大谷裕一郎、津田洋輔、山中正、三戸博信、坂本良太、中山朋樹、中田充、中渡瀬太一、荒井奈津子、小田圭介、政清大介、桐木風馬、増田昌浩、観秀男、大前晴伸、大原英二、増田翔、佐々木誠治、地蔵堂充、高橋靖弘、福原浩高
- MIX：広瀬康詞、山形晃一、講崎友蔵、吉見美紀、徳橋耕次
- AUD：広瀬康詞、瀬島敬史、吉見美紀、田町浩一、講崎友蔵
- EED：高橋数明、地蔵堂充、柳谷基司、山本憲治、高木伸幸、中田充、佐々木誠治、益田昌浩
- TK：山本琴美
- VTR：松下佳奈子、佐々木誠治、荒井奈津子、胤森将悟、中原敬之、中村俊介、大西克哉、三村明子
- 照明：SHINOMOTO
- 美術：SCENE
- CG：TSSソフトウェア
- ヘアメイク：p.bird
- スタイリスト：tomo
- 放送作家：なかじまはじめ
- 広報：木本梨世
- ディレクター：入澤達也、丸本周作、坂本伸一、深井瞬、山之内良、高瀬晴菜、藤井脩介、木村亮平
- チーフディレクター：中井健二
- アシスタントプロデューサー：元岡留美子
- プロデューサー：大場秀樹
- 制作協力：TSSプロダクション
- 制作著作：TSS